# Epiblema sarmatana
Epiblema sarmatana es una especie de polilla del género Epiblema, familia Tortricidae.
Fue descrita científicamente por Christoph en 1872. Las larvas se alimentan de especies de Chamaecytisus.

## Distribución
Se encuentra en Francia, Alemania, Austria, Suiza, Italia, República Checa, Eslovaquia, Bulgaria, Rumania,Oriente Próximo, Rusia, Kazajistán y China (Gansu).